# Bondspresident van Zwitserland
De president van de Zwitserse Confederatie of bondspresident is in Zwitserland de vertegenwoordiger van de Bondsraad gedurende een ambtstermijn van één jaar, die telkens loopt van 1 januari tot 31 december. In 2025 is Karin Keller-Sutter bondspresident en Guy Parmelin vicebondspresident.

## Functie
De bondspresident is de primus inter pares van de Bondsraad. Hij of zij zit de vergaderingen van de Bondsraad voor en vertegenwoordigt Zwitserland en de Bondsraad bij ceremoniële aangelegenheden, zoals bijvoorbeeld bij de ontvangst van de geloofsbrieven van buitenlandse ambassadeurs of bij de verwelkoming van buitenlandse staatshoofden die een bezoek brengen aan Zwitserland. De bondspresident kan echter niet worden beschouwd als het staatshoofd van Zwitserland. Die functie wordt immers door de gehele Bondsraad gezamenlijk waargenomen.
De bondspresident houdt driemaal per jaar een toespraak, namelijk op 1 januari ter gelegenheid van Nieuwjaar, op 9 mei ter gelegenheid van de dag van de zieken en op 1 augustus ter gelegenheid van de Zwitserse nationale feestdag.

## Verkiezing
De bondspresident en de vicebondspresident wordt in de maand december van ieder jaar door de Bondsvergadering verkozen onder de leden van de Bondsraad. De ambtstermijn van de bondspresident en vicebondspresident duurt één jaar en duurt van 1 januari tot 31 december van het jaar volgend op hun verkiezing. De bondspresident is na die termijn niet onmiddellijk herverkiesbaar, maar kan meermaals niet-opeenvolgend worden verkozen. De aanduiding van de bondspresident verloopt doorgaans volgens een roulatiesysteem: degene die het langst geen bondspresident is geweest, wordt eerst verkozen als vicebondspresident. De bondspresident is in de regel de persoon die het voorgaande jaar vicebondspresident is geweest.

## Vicebondspresident
De vicevoorzitter van de Bondsraad of vicebondspresident is de vervanger van de bondspresident. Hij of zij vervult de taken van de bondspresident indien die verhinderd is. Hoewel de bondspresident steeds door de Bondsvergadering moet worden gekozen, is het zeer uitzonderlijk dat de vicebondspresident in het jaar na zijn mandaat niet bondspresident wordt. In de feiten gebeurt dit enkel indien de vicebondspresident de Bondsraad verlaat tijdens of net na zijn of haar vicebondspresidentschap door overlijden, ontslag of niet-herverkiezing. Zo werd in 2003 vicebondspresident Ruth Metzler-Arnold niet herverkozen na de wijziging van de zogenaamde toverformule, waardoor zij in 2004 geen bondspresident werd. In 2010 nam vicebondspresident Moritz Leuenberger ontslag uit de Bondsraad op 31 oktober 2010, in de loop van zijn mandaat. In de resterende maanden van het jaar 2010 werd Micheline Calmy-Rey vicebondspresident. Zij werd dan bondspresident in 2011.

## Wetenswaardigheden
- Emil Welti is de langstzittende bondspresident en vicebondspresident. Beide mandaten vervulde hij zes jaar.
- Elisabeth Kopp is met 21 dagen de kortstzittende vicebondspresident geweest. Ze trad al op 21 januari 1989 af, na beschuldigingen van corruptie. Hierdoor werd zij in 1990 niet de eerste vrouwelijke bondspresident. In 1999 werd Ruth Dreifuss de eerste vrouwelijke bondspresident van Zwitserland.
- In december 1880 pleegde vice-bondsvoorzitter en verkozen bondspresident Fridolin Anderwert zelfmoord op kerstdag 1880, in de periode na zijn verkiezing tot bondspresident, maar voordat zijn termijn begon.
- Slechts één bondspresident overleed tijdens zijn ambtsperiode. Wilhelm Hertenstein overleed aan de gevolgen van een beenamputatie op 27 november 1888.